# Geertje Aalders
Geertje Aalders (Doetinchem, 1983) is een Nederlands illustrator, vooral bekend als papierknipkunstenaar.

## Werk
Aalders volgde haar opleiding aan de Kunstacademie van Kampen, waar ze In eerste instantie grafische vormgeving studeerde om daarna over te schakelen naar het illustreren.
Vanaf die tijd werkt ze voor tijdschriften als Flair, Happinez en Flow Magazine. Daarnaast illustreert ze boeken. In 2005 debuteerde ze als boekillustrator met Nieuw berijmde Kamper uien: 'de guitigsten’ van Henk de Koning. Haar meest succesvolle boek is Arabische sprookjes, bewerkingen van sprookjes van Rodaan Al Galidi. Dit boek werd bekroond en werd ook uitgegeven in de Verenigde Staten en Canada. Geertje Aalders ontwierp de PostNL Decemberzegels 2021.
De natuur is in het werk van Aalders een grote inspiratiebron. Na een uitgebreid onderzoek schetst Aalders een ontwerp, waarna ze dat ontwerp uitsnijdt als één groot delicaat silhouet. Behalve knipwerk maakt ze ook gedetailleerde pentekeningen en illustraties in olieverf. In 2019 schreef Geertje Aalders een handboek over de papierknipkunst, dat inmiddels ook in Duitsland is verschenen.

## Waardering
Aalders heeft zich ontwikkeld tot een autoriteit op het gebied van de moderne knipkunst in Nederland. Met haar papercut-art treedt Geertje Aalders in een oude Nederlandse traditie. Bekende 17e-eeuwse namen, als Anna Maria van Schurman en Johanna Koerten gingen haar voor. In die tijd waren knipkunstwerken erg populair. Voor een knipwerk van Johanna Koerten werd indertijd zelfs een hogere prijs betaald dan voor een schilderij van Rembrandt.
- 2021 - Geertje Aalders ontwierp de PostNL Decemberzegels 2021. De illustraties op de decemberzegels zijn knipkunstwerken die volledig bestaan uit lagen gekleurd papier.
- 2018 - Geertje Aalders en Rodaan Al Galidi wonnen de Jenny Smelink-IBBY-prijs voor hun boek Arabische sprookjes. Deze prijs voor auteurs en illustratoren wil de nadruk leggen op culturele diversiteit in boeken. Door de jury werd Aalders geroemd vanwege haar knipkunstwerken in Arabische sprookjes die refereren aan de mozaïekkunst van het Midden-Oosten, maar die zij combineert met een moderne, grafische esthetiek.[3]

- 2017 - Arabische sprookjes werd bekroond met het Libris Mooiste Boekomslag.[4]

## Tentoonstellingen
- 2021 - 2022 Beeld en Geluid in Den Haag - Tentoonstelling PostNL Decemberzegels 2021 originele werken
- 2019-2020 - Villa Verbeelding in Hasselt - Meer dan duizend nachten - groepsexpositie van Geertje Aalders, Quentin Gréban, Thé Tjong-Khing, Martijn van der Linden en Annemarie van Haeringen[1]
- 2019-2020 - Noord-Hollands Archief in Haarlem - Van groot >>> klein naar groot - groepsexpositie met, naast werk van Aalders, ook van o.a Joost Swarte[5]
- 2019 - Galerie Weesperzijde in Amsterdam - Salon 2019 - groepsexpositie met werk van Jet Boeke, Eva Gans, Sylvia van Ommen, Marenthe Otten, Sieb Posthuma, Floor Rieder, Loes Riphagen, Jill Schirnhofer, Noëlle Smit en Peter van Straten